# Estádio Governador João Castelo
L'Estádio Governador João Castelo, ou simplement Castelão, est un stade avec piste d'athlétisme de 40 000 places situé à São Luís dans le Maranhão.
C'est le domicile du Moto Club de São Luís, du Sampaio Corrêa Futebol Clube et du Maranhão Atlético Clube.

## Histoire
L'Estádio Governador João Castelo a été inauguré le 5 février 1982. Pour le premier match dans le nouveau stade, l'équipe nationale de football du Brésil et celle du Portugal se sont rencontrées lors d'un match amical qui s'est terminé 3-1 pour les Brésiliens. 
Depuis 1982, l'Estádio Governador João Castelo est utilisé par les trois clubs de football les plus importants de São Luís, Maranhão AC, Moto Club de São Luís et Sampaio Corrêa FC. Cependant, ces trois clubs ont leur propre stade et ils se rendent à l'Estádio Governador João Castelo pour les grandes occasions. Le plus titré de ces clubs est le Sampaio Corrêa FC, avec 36 titres de champion d'État.
L'Estádio Governador João Castelo est aussi appelé le Castelão, il porte le nom de João Castelo Ribeiro Gonçalves, gouverneur de l'État du Maranhão de 1979 à 1982. Le stade São Luís avait une capacité de 75 263 spectateurs. Le record de fréquentation du stade a été établi lorsque le Sampaio Corrêa FC a affronté le Santos FC le 24 septembre 1998 dans le cadre de la Copa Conmebol 1998, rencontre perdu 1 à 5 devant 95 720 spectateurs. La capacité actuelle est de 40 149 spectateurs.